# Isabelle Adjani
Isabelle Adjani, född 27 juni 1955 i Paris, är en fransk skådespelare.

## Biografi
Isabelle Adjanis far var av algeriskt ursprung och hennes mor tyska. Isabelle växte upp med dubbla modersmål, och lärde sig att prata franska och tyska flytande. Tolv år gammal vann hon en tävling i recitation i skolan och började sedan med skådespeleri. 
Hon gjorde filmdebut i en mindre roll under sommarlovet när hon var fjorton år. Hon framträdde i TV och med teatergrupper i landsorten innan hon 1972 blev medlem av Comédie-Française. Kritikerna var helt exalterade över hennes spel i pjäser av Molière och Federico García Lorca - hon kallades "sin generations största fenomen". Comédie-Française erbjöd henne ett tjugoårskontrakt, men hon tackade nej då hon menade att det minskade hennes möjligheter utanför teatern. 
Istället tackade hon ja till att spela titelrollen i François Truffauts film Berättelsen om Adèle H.. Denna roll blev hennes stora genombrott, i rollen som Victor Hugos plågade dotter, och hon nominerades för en Oscar. Bland övriga filmer märks Hyresgästen (1976), Camille Claudel (1988), Drottning Margot (1994) och En djävulsk plan (1996).

### Privatliv
Under sex år levde Isabelle Adjani i ett stormigt förhållande med skådespelaren Daniel Day-Lewis.

## Filmografi i urval
- 1975 – Berättelsen om Adèle H.
- 1976 – Hyresgästen
- 1978 – Driver
- 1979 – Systrarna Brontë
- 1979 – Nosferatu - nattens vampyr
- 1981 – Kvartett
- 1981 – Possession
- 1985 – Subway
- 1988 – Camille Claudel
- 1994 – Drottning Margot
- 1996 – En djävulsk plan
- 2002 – Adolphe
- 2003 – Bon Voyage
- 2003 – Monsieur Ibrahim och Koranens blommor
- 2010 – Den siste mammuten
- 2012 – David et Madame Hansen
- 2016 – Carole Matthieu
- 2025 – Under en svart sol (TV-serie)